# Varso
Varso – kompleks budynków biurowych w warszawskiej dzielnicy Wola, na rogu ulicy Chmielnej i alei Jana Pawła II. Wchodzący w skład kompleksu wieżowiec Varso Tower, liczący 310 metrów, jest najwyższym budynkiem w Polsce i w Unii Europejskiej.

## Projektowanie i budowa

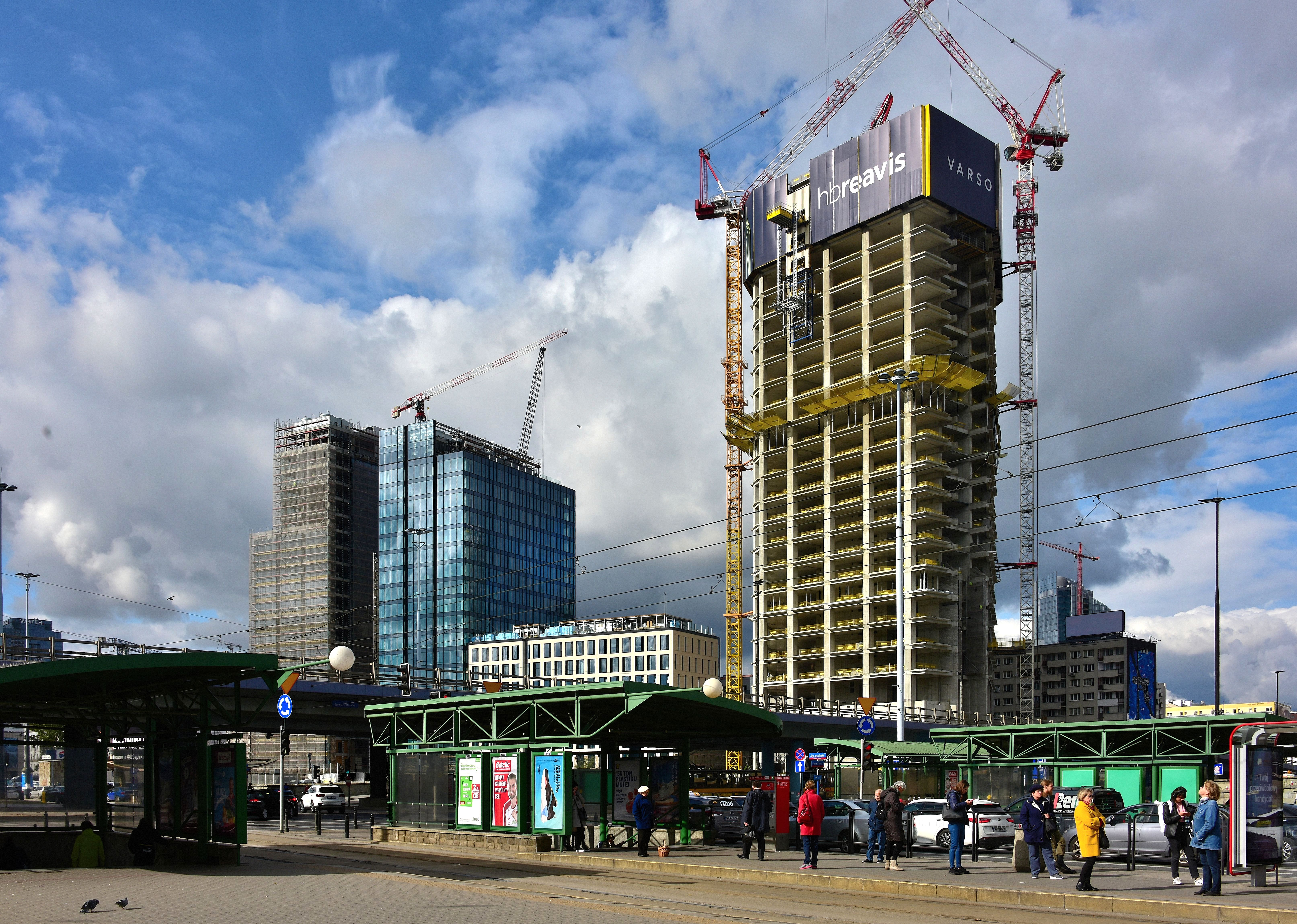
Budowany kompleks Varso od strony Alej Jerozolimskich (2019)

Inwestycja była realizowana na działce o powierzchni 1,72 ha zakupionej w 2011 od PKP przez dewelopera, słowacką firmę HB Reavis, za 171 mln zł. Planowany w tym miejscu wieżowiec znany był pod roboczą nazwą Chmielna Business Center. Nazwa Varso stanowi nawiązanie do łacińskiej nazwy Warszawy: Varsovia.

### Projekt

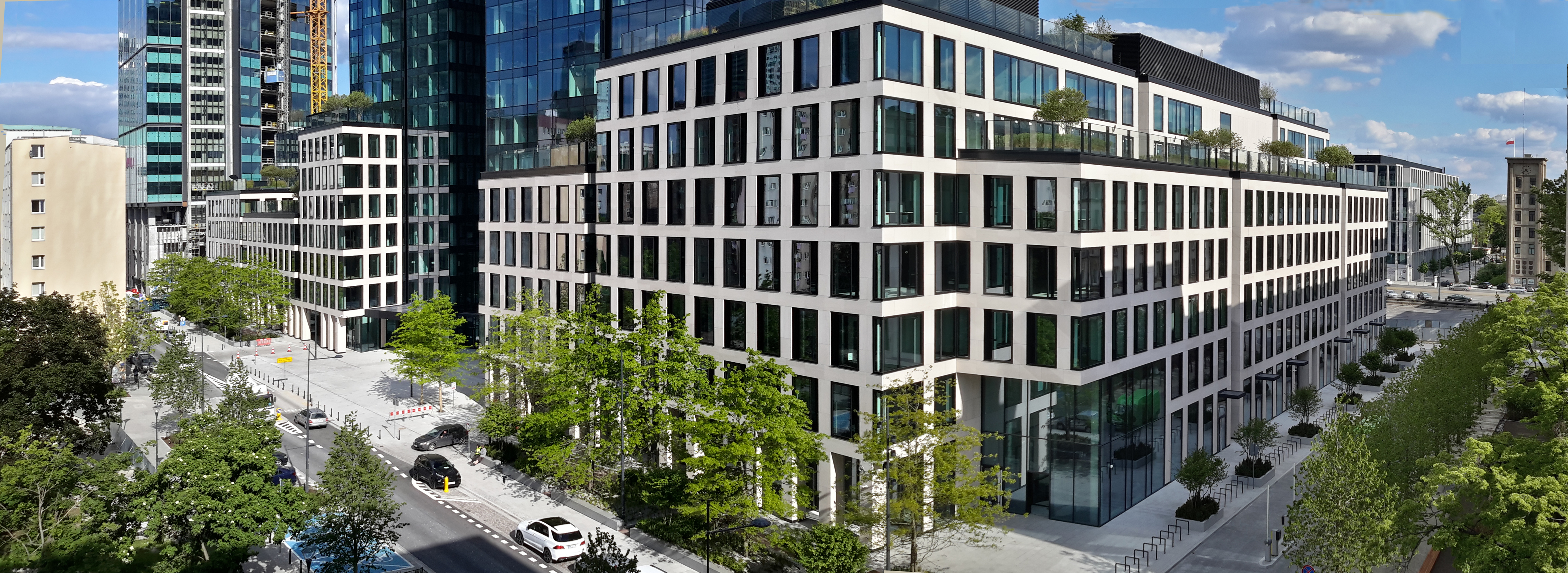
Varso od strony ul. Chmielnej

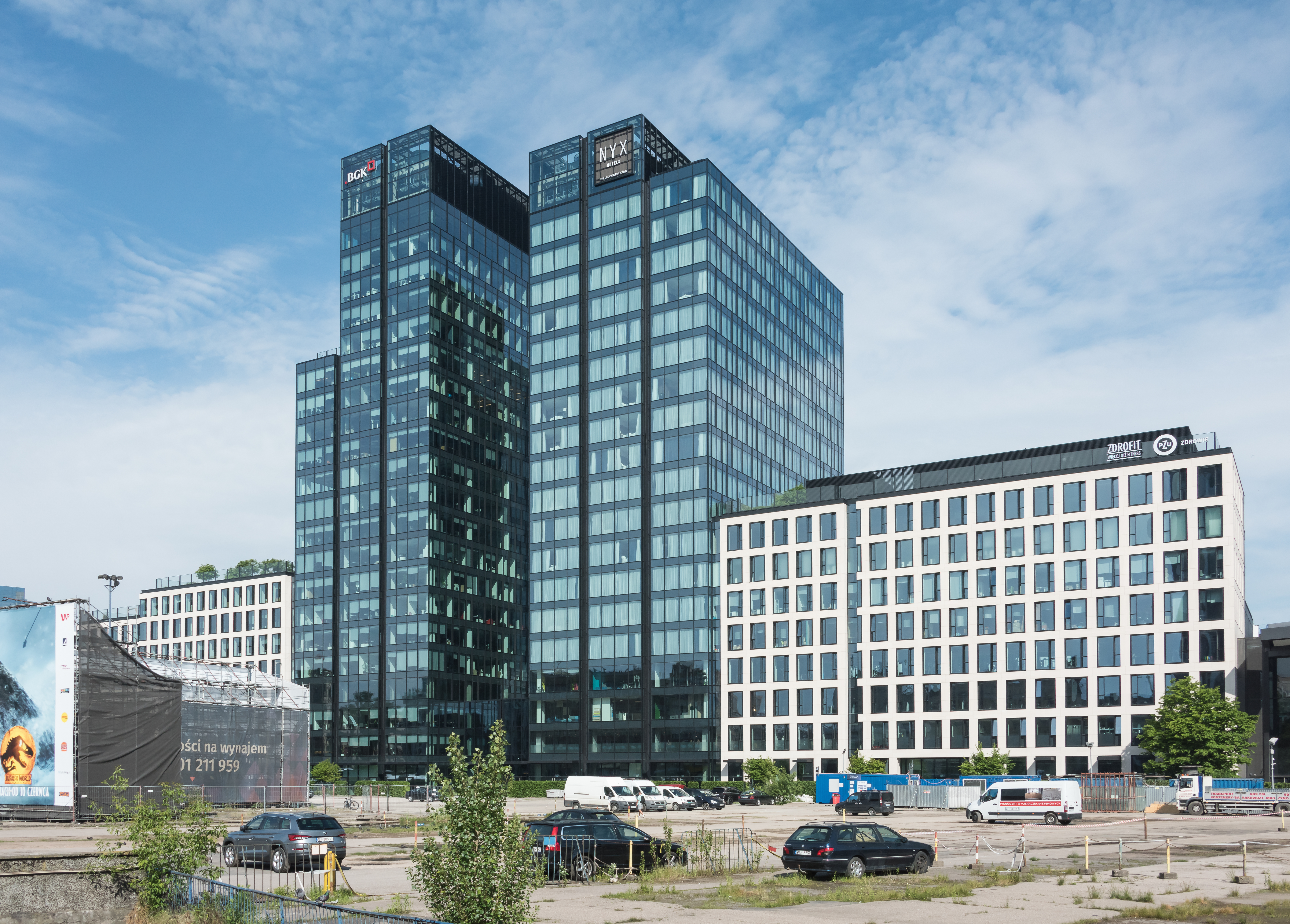
Widok z Alei Jerozolimskich

Varso miał być piątym pod względem wysokości budynkiem w Europie i zarazem najwyższym w Unii Europejskiej, wyprzedzając (przed opuszczeniem UE przez Wielką Brytanię) wieżowiec The Shard w Londynie (309,6 m).
Początkowo plany zakładały możliwość realizacji 130-metrowego wieżowca, ale ostatecznie okazało się, że będzie mógł powstać większy obiekt. W skład Varso wchodzą trzy budynki: 230-metrowa wieża główna (łącznie z ażurową iglicą 310-metrowa) oraz dwa wieżowce boczne o wysokości 90 i 81 m. Ich całkowita powierzchnia to ok. 140 tys. m², z czego 7 tys. m² ma stanowić powierzchnia handlowo-usługowa. Projekt architektoniczny kompleksu został przygotowany przez zespół Foster and Partners (wieża główna) oraz HRA Architekci (budynki boczne).

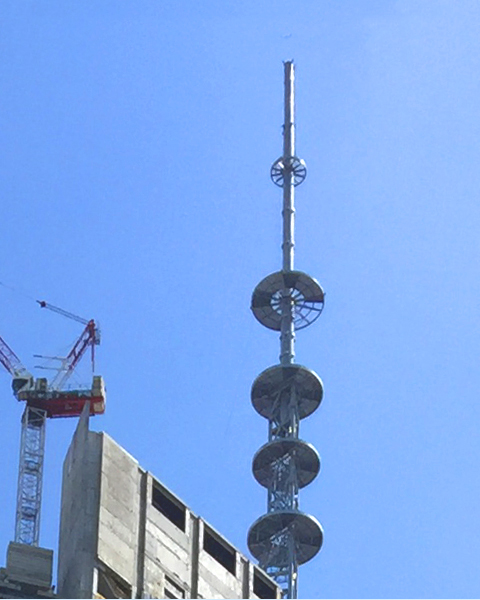
Iglica na wieżowcu

W 2025 r., na wysokości 230 metrów, ma zostać otwarty najwyżej położony w Polsce ogólnodostępny taras widokowy (ok. dwukrotnie wyżej niż znajdujący się w Pałacu Kultury i Nauki). Na 46 piętrze według planów ma się znaleźć restauracja z panoramicznym widokiem na miasto. Wszystkie budynki łączą się ze sobą na poziomie parteru, a cały kompleks jest również połączony z podziemną galerią dworca Warszawa Centralna. Pod obiektem znajduje się czterokondygnacyjny parking dla ok. 1100 samochodów, 80 motocykli i 750 rowerów. Inwestycja zakładała również przebudowę zachodniego odcinka ulicy Chmielnej – powstała jej nowa pierzeja o długości ponad 210 metrów. Wyremontowano nawierzchnię oraz posadzono drzewa i krzewy.
Wysokość iglicy Varso Tower wynosi 80 metrów, waży ona 53 tony.

### Budowa
Generalnym wykonawcą zostało HB Reavis Construction – firma z Grupy HB Reavis. Pozwolenie na budowę inwestor uzyskał w grudniu 2016. W tym samym miesiącu ruszyły prace budowlane.
W październiku 2017 na terenie budowy wykopano 60-tonowy głaz narzutowy, który został przyniesiony tutaj przez lodowiec prawdopodobnie 1,5 mln lat wcześniej. Znajdował się na głębokości około 10 metrów. Wyciągnięto go za pomocą specjalistycznego dźwigu, a następnie przewieziono na Pole Mokotowskie, gdzie stanął obok Biblioteki Narodowej. W przyszłości ma zostać wyeksponowany przed wejściem do wieżowca.
Docelową wysokość 310 metrów wieżowiec osiągnął 21 lutego 2021. Budowa została zakończona we wrześniu 2022 roku.

## Emisja radiowa
Na wchodzącym w skład kompleksu wieżowcu Varso Tower znajduje się nadajnik, z którego prowadzona jest emisja stacji radiowych. Pierwsze testy nadawania przeprowadzono w dniach 25-28 lipca 2023 roku, kiedy to prowadzono emisje Radia SuperNova (obecnie Eska2) oraz Radia VOX FM. Te same stacje były emitowane podczas drugiej fazy testów, która trwała od 24 sierpnia do 24 października 2023 roku. W pierwszej połowie 2025 roku oficjalną emisję sygnału z Varso rozpoczęły stacje Polskiego Radia (Program I, II, III i IV), Grupy Radiowej Time (Radio Eska Warszawa, Eska Rock, VOX FM, Eska2) i Grupy RMF (RMF Classic).
Aktualne emisje (stan na maj 2025):
| LP | Program                   | Częstotliwość | Moc nadajnika | Polaryzacja | Uwagi |
| -- | ------------------------- | ------------- | ------------- | ----------- | --- |
| 1  | Radio Eska2 Warszawa      | 89,8 MHz      | 1 kW          | pionowa (V) | Testowo w dniach 25-28 lipca 2023 i 24 sierpnia - 24 października 2023 (jako Radio SuperNova). Oficjalnie od 9 kwietnia 2025 roku. |
| 2  | Polskie Radio Program IV  | 92 MHz        | 0,2 kW        | pionowa (V) | Od 22 maja 2025 roku. |
| 3  | Polskie Radio Program I   | 92,4 MHz      | 0,3 kW        | pionowa (V) | Od 7 maja 2025 roku. |
| 4  | Eska Rock Warszawa        | 93,3 MHz      | 2 kW          | pionowa (V) | Od 19 marca 2025 roku. |
| 5  | RMF Classic Warszawa      | 98,3 MHz      | 0,5 kW        | pionowa (V) | Od 9 maja 2025 roku. |
| 6  | Polskie Radio Program III | 99,1 MHz      | 0,1 kW        | pionowa (V) | Od 23 maja 2025 roku. |
| 7  | Eska Rock                 | 102 MHz       | 1 kW          | pionowa (V) | Od maja 2025 roku. |
| 8  | Radio VOX FM              | 104,4 MHz     | 0,89 kW       | pionowa (V) | Testowo w dniach 25-28 lipca 2023 i 24 sierpnia - 24 października 2023. Oficjalnie od 6 maja 2025 roku.                            |
| 9  | Polskie Radio Program II  | 104,9 MHz     | 2,5 kW        | pionowa (V) | Od 7 maja 2025 roku. |
| 10 | Radio Eska Warszawa       | 105,6 MHz     | 5 kW          | pionowa (V) | Od 12 marca 2025 roku. |